# Phanerotoma fasciatipennis
Phanerotoma fasciatipennis är en stekelart som beskrevs av Granger 1949. Phanerotoma fasciatipennis ingår i släktet Phanerotoma och familjen bracksteklar. Inga underarter finns listade i Catalogue of Life.